# Massachusettsi Nagy Teljesítményű Zöld Számítástechnikai Központ
A Massachusettsi Nagy Teljesítményű Zöld Számítástechnikai Központ szuperszámítógép az Amerikai Egyesült Államok Massachusetts államának Holyoke városában.
A létesítményt a Harvard Egyetem, az MIT, az Északkeleti Egyetem, a Bostoni Egyetem és a Massachusettsi Egyetem működteti.

## Története
A központ megnyitásáról 2009-ben állapodott meg az MIT és a Massachusettsi Egyetem; a többi intézmény a tervezés későbbi szakaszában kapcsolódott be. A projekt helyszínéül 2009. június 11-én Holyoke városát választották; a pontos lokációról (az egykori textilgyár területe) augusztusban döntöttek. Az alapkőletétel 2011. október 5-én volt; az épület november 29-én lett szerkezetkész és 2012 novemberében nyílt meg.

### Finanszírozása
A szükséges források többségét az egyetemek biztosították, de Massachusetts állam, valamint a Cisco és EMC vállalatok is hozzájárultak a projekthez. A kereskedelmi minisztérium 2,1 millió dollárt biztosított a város villamosenergia-hálózatának fejlesztésére.

## Infrastruktúra
A szuperszámítógép energiaszükségletét a Holyoke Gas & Electric főleg vízenergia segítségével biztosítja. Az oktatási partnerek számára a város üvegszálú hálózatán keresztül 10 gigabites internetkapcsolatot építettek ki.

## Kutatás
A szuperszámítógépet a molekuláris geometriával, a csillagszéllel, a megújuló energiaforrások rugalmasságával és a neurális hálózatokkal kapcsolatos kutatásokhoz, valamint felhőalapú adatfeldolgozáshoz is használják.

## Fordítás
- Ez a szócikk részben vagy egészben  a   Massachusetts Green High Performance Computing Center című angol Wikipédia-szócikk ezen változatának fordításán alapul.  Az eredeti cikk szerkesztőit annak laptörténete sorolja fel. Ez a jelzés csupán a megfogalmazás eredetét és a szerzői jogokat jelzi, nem szolgál a cikkben szereplő információk forrásmegjelöléseként.